# Wirteltorplatz (Düren)
Der Wirteltorplatz ist ein  zentraler verkehrsreicher Platz in der Innenstadt von Düren in Nordrhein-Westfalen.
In den Platz münden die Wirtelstraße, die Schützenstraße und die Josef-Schregel-Straße. Die Bismarckstraße, von Osten kommend, und die Schenkelstraße von Westen kommend, bilden mit dem Wirteltorplatz einen durchgehenden Straßenzug mit bis zu vier Fahrspuren.
Vor dem Krieg hieß der Platz Verkehrsplatz. Dort stand bis zum 16. November 1944 die Villa der Dürener Fabrikantenfamilie Schoeller. Von 1928 bis 1929 wurde auf der Ostseite des Platzes das Wirteltorhochhaus gebaut. Es war das höchste Gebäude in Düren und sehr modern gestaltet. Beim Luftangriff vom 16. November 1944 wurde es zerstört und nicht wieder aufgebaut.
Seit 2008 steht das Wirteltränkenkreuz auf dem Platz. Am Ende des Platzes Richtung Josef-Schregel-Straße stand das Wirteltor, eines der fünf Stadttore der Dürener Stadtbefestigung. Wenzel Hollar nennt das Stadttor in seinem Stadtplan von 1634 „Weilerpfort“. Das Tor wurde 1834 abgebrochen. Auf dem Platz liegen fünf Stolpersteine zur Erinnerung an ermordete jüdische Mitbürger.
Der Übergang vom Wirteltorplatz in die Josef-Schregel-Straße ist kaum erkennbar.
Auf dem Wirteltorplatz finden oft Veranstaltungen statt, so z. B. die Weihnachtskirmes und der Karnevalsauftakt.